# Percy Williams Bridgman
Pour les articles homonymes, voir Bridgman.
Percy Williams Bridgman (21 avril 1882 à Cambridge, Massachusetts, États-Unis - 20 août 1961 à Randolph, New Hampshire, États-Unis) est un physicien américain. Il est lauréat du prix Nobel de physique de 1946 « pour l'invention d'appareils capables de produire des pressions extrêmement élevées, et pour les découvertes qu'il a faites dans le champ de la physique à haute pression ». Il a également reçu le prix Rumford en 1917.

## Biographie
À partir de 1900, il étudie la physique à l'université Harvard jusqu'à l'obtention de son doctorat. Il y enseignera de 1910 jusqu'à sa retraite, devenant professeur en 1919. Il avait commencé en 1905 des recherches sur certains phénomènes sous pression. À cause d'un dysfonctionnement, il modifia son matériel et le résultat fut l'invention d'un nouveau type de machine permettant d'obtenir des pressions de plus de 100 000 kg/cm2 (10 GPa). Ce fut une amélioration majeure sur les systèmes antérieurs qui atteignaient 3 000 kg/cm2 (0,3 GPa). Il créa aussi le joint de Bridgman (en).
Avec ce nouvel appareil, de nombreuses recherches nouvelles furent menées, y compris l'effet de la pression sur la résistance électrique et sur les états fluides et solides sous pression.
Ses travaux sur les hautes pressions lui ont permis de découvrir différentes formes cristallines de la glace. Ainsi a-t-il découvert les formes de la glace V et glace VI en 1912. À la suite du développement de machines permettant d'avoir des pressions plus importantes décrit précédemment, il a également synthétisé la glace VII en 1937.
Bridgman est connu pour ses études de la conductivité électrique dans les métaux et les propriétés des cristaux, ainsi que pour ses écrits en philosophie des sciences. Il est l'un des onze signataires du manifeste Russell-Einstein qui met en lumière les dangers créés par les armes nucléaires et appelle les principaux dirigeants du monde à rechercher des solutions pacifiques aux conflits internationaux. Il est nommé membre étranger de la Royal Society en 1949.
Il est l'inventeur (dans son livre de 1929) d'un concept à caractère épistémologique, l'opérationnisme.
Dans la première moitié du XXe siècle, les physiciens allemands sont fortement influencés par une proposition d'Emmanuel Kant : la Nature peut être expliquée à l'aide de lois que les hommes ignorent mais qu'ils peuvent découvrir par une étude scientifique de plus en plus approfondie. Même si le physicien Max Planck n'épouse pas cette théorie, il croit en l'existence d'une « formule unique du monde ». Toutefois, Pierre Duhem et Percy Bridgman tiennent pour « irréalisable en principe la séparation planckienne de la description scientifique des conventions humaines », c'est-à-dire qu'aucune explication humaine ne saurait de décrire une « réalité inconnaissable ».

## Œuvres majeures
- The Logic of Modern Physics (La Logique de la physique moderne), 1927
- The Nature of Physical Theory (La Nature de la théorie physique), 1936